# هورن (شهر)
شهر هورن (به هلندی: Hoorn) در هلند شمالی در کشور هلند واقع شده‌است. جمعیت این شهر ۶۸٫۶۳۶ نفر  است.